# Chiesa dei Santi Rocco e Sebastiano (Locarno)
La chiesa dei Santi Rocco e Sebastiano è un edificio religioso che si trova a Locarno.

## Storia
Fondata nel 1602, venne consacrata due anni più tardi. Nel 1777 venne rimaneggiata e nel 1895 restaurata.

## Descrizione
La chiesa ha una pianta ad unica navata ricoperta da una volta a botte lunettata.